# Owstons palmmård
Owstons palmmård (Chrotogale owstoni) är ett rovdjur i familjen viverrider och den enda arten i sitt släkte.

## Kännetecken
Djuret har en smal och långsträckt kropp med yvig svans och långsträckt nos. Pälsens grundfärg är grå, på djurets rygg finns fyra breda svarta tvärstrimmor och i ansiktet och nacken flera svarta längsstrimmor. Mellan strimmorna och på extremiteterna finns många svarta fläckar. Även den bakre delen (mist 2/3 delar) av svansen är svart. På undersidan förekommer krämfärgad päls som hos hannar kan ha en orange skugga. Owstons palmmård når en kroppslängd (huvud och bål) mellan 56 och 72 centimeter, en svanslängd mellan 35 och 47 centimeter och en vikt mellan 2 och 3,5 kilogram.

## Utbredning och habitat
Arten förekommer i södra Kina (provinserna Yunnan och Guangxi), i Laos samt norra och mellersta Vietnam. Enligt studier från tidiga 2000-talet är artens överlevnad i södra Kina mycket osäker. Djurets habitat är skogar, oftast i närheten av vattendrag. Owstons palmmård vistas i kulliga områden och bergstrakter mellan 100 och 2600 meter över havet.

## Levnadssätt
Rovdjuret är aktiva på natten och vistas huvudsakligen på marken. Vid behov kan arten klättra i 3 meter höga träd. Som viloplatser använder den jordhålor, håligheter i träd och tät vegetation. Trots att de i naturen lever ensam förekommer inga strider mellan exemplar som hölls i fångenskap. I naturen har varje individ ett territorium som markeras med vätska från djurets analkörtlar.
Owstons palmmård livnär sig främst av underjordisk levande maskar och insekter, men äter även små ryggradsdjur och frukter. Med sin långa nos gräver de i jorden eller i lövhögar efter byten men ibland hittar de födan på träd.
Honan parar sig en eller mycket sällan två gånger per år och föder efter 75 till 87 dagar dräktighet ett till tre ungdjur. Parningstiden sträcker sig från januari till mars eller sällan till maj.

## Hot
Arten är i viss mån kulturföljare som vistas i närheten av människans boplatser där den letar efter föda i avfallshögar. Det största hotet består i förstöringen av djurets levnadsområde. Arten jagas för köttets skull, i sportsyfte och för vissa kroppsdelar som ska ha läkande egenskaper enligt den traditionella asiatiska medicinen. IUCN uppskattar att beståndet minskade med 50 procent under de gångna 15 åren (räknad från 2016) och listar arten som starkt hotad (EN).